# Homaloptera hoffmanni
Homaloptera hoffmanni es una especie de peces de la familia Balitoridae en el orden de los Cypriniformes.

## Morfología
• Los machos pueden llegar alcanzar los 7,6 cm de longitud total.

## Hábitat
Es un pez de agua dulce.

## Distribución geográfica
Se encuentra en Hong Kong.